# De første udenlandske spillefilm
De første udenlandske spillefilm er en dansk dokumentarfilm fra 1995 med instruktion og manuskript af Prami Larsen.

## Handling
En kavalkade af de første udenlandske spillefilm overhovedet fra Louis Lumières Gartneren vander optaget 1895 til Fritz Langs mesterværk Metropolis fra 1927.